# Каса Гранд (Аризона)
Каса Гранд (енгл. Casa Grande) град је у америчкој савезној држави Аризона. По попису становништва из 2010. у њему је живело 48.571 становника.

## Демографија
Према попису становништва из 2010. у граду је живело 48.571 становника, што је 23.347 (92,6%) становника више него 2000. године.
| Група             | 2000.          | 2010.          |
| Белци             | 12.707 (50,4%) | 24.226 (49,9%) |
| Афроамериканци    | 1.077 (4,3%)   | 2.245 (4,6%)   |
| Азијати           | 294 (1,2%)     | 875 (1,8%)     |
| Хиспаноамериканци | 9.871 (39,1%)  | 18.932 (39,0%) |
| Укупно            | 25.224         | 48.571         |